# Pascal Avanthay
Pascal Avanthay, né le 16 mars 1974 à Champéry, est un joueur suisse de hockey sur glace.

## Biographie
Pascal Avanthey naît le 16 mars 1974 à Champéry. Il effectue ses classes juniors au HC Champéry, mais découvre la Ligue nationale B avec le Lausanne HC, au cours de la saison 1992-1993. En 1994, il joue pour le HC Martigny, toujours en Ligue nationale B. Il reste dans le club bas-valaisan jusqu’au terme de la saison 1997-1998. Il rejoint alors le HC La Chaux-de-Fonds en espérant jouer en Ligue nationale A. Il devient alors pour la première fois de sa carrière joueur professionnel. Ses espoirs sont néanmoins déçus, car le club neuchâtelois est relégué en Ligue nationale B.
Au cours de la saison 1999-2000, il fête, avec le HC La Chaux-de-Fonds, la promotion en Ligue nationale A. Il joue donc sa toute première saison en première division au cours de la saison suivante. Il doit néanmoins essuyer une relégation après une seule saison. Pascal Avanthay quitte La Chaux-de-Fonds au terme de la saison 2001-2002 pour s’engager avec le HC Bâle. Il fête une nouvelle promotion en première division au terme de sa première saison. Mais, au terme de la saison 2003-2004, il connaît une nouvelle relégation et quitte le club bâlois pour se lier avec le HC Sierre. En février 2005, durant une partie face au Forward Morges HC, Pascal Avanthay est chargé par Martin Gélinas et s’effondre sur la glace, subissant un arrêt cardiaque. Il est sauvé par son coéquipier Niklas Anger qui lui fait un massage cardiaque. Après cet incident, Gélinas est blanchi par le juge unique de la ligue.
Pascal Avanthay reste à Graben jusqu’au mois de novembre 2006, lorsqu’il est mis à l’écart de l’équipe pour des raisons disciplinaires. Il retourne alors au HC Martigny. Il y reste jusqu’au début de l’année 2008, avant de rejoindre, pour les séries éliminatoires, le HC La Chaux-de-Fonds.
Il rejoint ensuite le HC Villars, qui évolue en première ligue, où il joue une saison. Au cours de la saison 2009-2010, il joue pour le HC Portes-du-Soleil, avant de rejoindre le HC Red Ice. Il met un terme à sa carrière à la fin de cette saison.

## Statistiques
| Saison     | Équipe               | Ligue      |     | Saison régulière | Saison régulière | Saison régulière | Saison régulière | Saison régulière |   | Séries éliminatoires | Séries éliminatoires | Séries éliminatoires | Séries éliminatoires | Séries éliminatoires |
| Saison     | Équipe               | Ligue      | PJ  | B                | A                | Pts              | Pun              | PJ               | B | A                    | Pts                  | Pun                  |                      |                      |
| 1992-1993  | Lausanne HC          | LNB        | 21  | 0                | 0                | 0                | 6                | -                | - | -                    | -                    | -                    |                      |                      |
| 1994-1995  | HC Martigny          | LNB        | 36  | 1                | 2                | 3                | 18               | 7                | 1 | 0                    | 1                    | 6                    |                      |                      |
| 1995-1996  | HC Martigny          | LNB        | 35  | 0                | 2                | 2                | 60               | 3                | 0 | 0                    | 0                    | 2                    |                      |                      |
| 1996-1997  | HC Martigny          | LNB        | 36  | 6                | 16               | 22               | 71               | 4                | 0 | 1                    | 1                    | 6                    |                      |                      |
| 1997-1998  | HC Martigny          | LNB        | 40  | 6                | 17               | 23               | 46               | 3                | 0 | 0                    | 0                    | 29                   |                      |                      |
| 1998-1999  | HC La Chaux-de-Fonds | LNB        | 39  | 6                | 10               | 16               | 67               | 12               | 3 | 4                    | 7                    | 16                   |                      |                      |
| 1999-2000  | HC La Chaux-de-Fonds | LNB        | 36  | 1                | 4                | 5                | 36               | 14               | 1 | 3                    | 4                    | 22                   |                      |                      |
| 2000-2001  | HC La Chaux-de-Fonds | LNA        | 42  | 2                | 5                | 7                | 56               | 18               | 1 | 1                    | 2                    | 30                   |                      |                      |
| 2001-2002  | HC La Chaux-de-Fonds | LNB        | 36  | 3                | 17               | 20               | 26               | 10               | 1 | 2                    | 3                    | 6                    |                      |                      |
| 2002-2003  | HC Bâle              | LNB        | 28  | 0                | 8                | 8                | 15               | 15               | 1 | 1                    | 1                    | 18                   |                      |                      |
| 2003-2004  | HC Bâle              | LNA        | 42  | 0                | 4                | 4                | 26               | 8                | 0 | 0                    | 0                    | 6                    |                      |                      |
| 2004-2005  | HC Sierre            | LNB        | 43  | 1                | 16               | 17               | 46               | 7                | 0 | 0                    | 0                    | 4                    |                      |                      |
| 2005-2006  | HC Sierre            | LNB        | 36  | 0                | 11               | 11               | 44               | 17               | 0 | 5                    | 5                    | 32                   |                      |                      |
| 2006-2007  | HC Sierre            | LNB        | 13  | 0                | 2                | 2                | 32               | -                | - | -                    | -                    | -                    |                      |                      |
| 2006-2007  | HC Martigny          | LNB        | 26  | 1                | 9                | 10               | 79               | -                | - | -                    | -                    | -                    |                      |                      |
| 2007-2008  | HC Martigny          | LNB        | 42  | 2                | 14               | 16               | 62               | -                | - | -                    | -                    | -                    |                      |                      |
| 2007-2008  | HC La Chaux-de-Fonds | LNB        | 5   | 0                | 1                | 1                | 20               | 16               | 1 | 2                    | 3                    | 16                   |                      |                      |
| 2008-2009  | HC Villars           | 1re ligue  | 22  | 1                | 14               | 15               | 48               | -                | - | -                    | -                    | -                    |                      |                      |
| 2009-2010  | HC Red Ice           | 1re ligue  | 5   | 2                | 2                | 4                | 44               | -                | - | -                    | -                    | -                    |                      |                      |
| 2009-2010  | HC Portes-du-Soleil  | 2e ligue   | 11  | 0                | 13               | 13               | 12               | -                | - | -                    | -                    | -                    |                      |                      |
| Totaux LNA | Totaux LNA           | Totaux LNA | 84  | 2                | 9                | 11               | 82               | 26               | 1 | 1                    | 2                    | 36                   |                      |                      |
| Totaux LNB | Totaux LNB           | Totaux LNB | 472 | 27               | 129              | 156              | 628              | 108              | 8 | 18                   | 26                   | 307                  |                      |                      |